# Herman Hupfeld
Herman Hupfeld (* 1. Februar 1894 in Montclair, New Jersey; † 8. Juni 1951 ebenda) war ein US-amerikanischer Songwriter. Sein bekanntestes Lied (Komposition und Text) ist As Time Goes By aus dem Film Casablanca, welche er ursprünglich 1931 für die Broadway-Show Everybody's Welcome schrieb.

## Leben und Wirken
Laut Roger D. Kinkle's The Complete Encyclopedia of Popular Music and Jazz 1900-1950 (Arlington House, 1974) lernte Hupfeld in Deutschland im Alter von neun Jahren das Violinenspiel; er kehrte dann nach Amerika zurück, um seine Ausbildung zu vervollständigen. Er diente im Ersten Weltkrieg als Soldat und arbeitete danach als Sänger und Pianist. Obwohl er nach seinem Durchbruch als Komponist nur selten öffentlich auftrat, spielte er während des Zweiten Weltkriegs in Krankenhäusern und Lagern, um die Soldaten zu unterhalten.
Vor allem in den 1920er- und 1930er-Jahren erreichte Hupfeld mit zahlreichen Kompositionen Erfolg. Obwohl er nie eine komplette Broadway-Show vertonte, wurde er doch dafür bekannt, genau zu bestimmten Szenen passende Lieder komponieren zu können. Unter seinen bekanntesten Lieder sind Sing Something Simple, Let's Put Out The Lights (And Go To Sleep), Are You Making Any Money?, Savage Serenade, Down the Old Back Road, A Hut in Hoboken, Night Owl, Honey Ma Love, Baby's Blue, Untitled, When Yuba Plays the Rhumba on the Tuba und The Calinda.
Hupfeld war nie verheiratet und verbrachte bis auf wenige Ausnahmen sein ganzes Leben in seiner Heimatstadt Montclair. Er verstarb 1951 im Alter von 57 Jahren und wurde auf dem Mount Hebron-Friedhof seiner Heimatstadt beerdigt.